# Matthew Arnold
Pour les articles homonymes, voir Arnold.
Œuvres principales
- Dover Beach
- The Scholar-Gipsy
- Thyrsis
- Culture and Anarchy
- Literature and Dogma

Matthew Arnold (le 24 décembre 1822 - le 15 avril 1888) est un poète et critique britannique.

## Biographie
Né à Laleham, historiquement dans le Middlesex et actuellement dans le Surrey, Matthew Arnold est le fils de Thomas Arnold, le célèbre directeur du collège de Rugby. Il a fait ses études dans le même établissement, mais aussi à Winchester College et au Balliol College de l'université d'Oxford.

## Œuvres

### Poésie
- Alaric at Rome. A Prize Poem (1840)
- Cromwell. A Prize Poem (1843)
- The Strayed Reveller and Other Poems (1849)
- Empedocles on Etna and Other Poems (1852, 1900)
- The Scholar Gypsy, Londres, Phoenix (réimpr. 1907, 1996) (1re éd. 1853), 68 p. (ISBN 9781857996548, OCLC 1311137907, lire en ligne),
- Poems. A New Edition (1853)
- Poems. Second Series (1855)
- Merope. A Tragedy (1858)
- New Poems (1867)
- A Matthew Arnold Birthday Book (1883)
- The Works of Matthew Arnold (édité par G. W. E. Russell, 15 tomes, 1903)
- The Poetical Works of Matthew Arnold (édité par v. Tinker et H. F. Lowry, 1950)
- The Poems of Matthew Arnold (édité par Kenneth Allott, 1965)

### Traductions en français
- La crise religieuse, Paris, Éd. Germer Baillière, coll. «Bibliothèque de philosophie contemporaine», 1876.
- Culture et anarchie, traduit par le centre de recherche de littérature, linguistique et civilisation des pays de langue anglaise de l'Université de Caen, Lausanne, Éditions L'Âge d'homme, coll. Domaine anglais, 1984.

- Éternels étrangers en ce monde, traduit de l'anglais et présenté par Pascal Aquien, Éditions de la Différence, coll. « Orphée », Paris, 2012.

### Essais, critiques et autre prose
- England and the Italian Question (édité par Merle M. Bevington, 1859)
- The Popular Education of France, with Notices of That of Holland and Switzerland (1861)
- On Translating Homer. Three Lectures Given at Oxford (1861)
- On Translating Homer. Last Words. A Lecture Given at Oxford (1862)
- Heinrich Heine (1863)
- A French Eton; or, Middle Class Education and the State (1864)
- Essays in Criticism (1865)
- Schools and Universities on the Continent (1867)
- On the Modern Element in Literature (1869)
- Culture and Anarchy. An Essay in Political and Social Criticism (1869)
- Literature and Dogma. An Essay towards a Better Apprehension of the Bible (1873)
- Higher Schools and Universities in Germany (1874)
- God and the Bible. A Review of Objections to „Literature and Dogma“ (1875)
- Last Essays on Church and Religion (1877)
- Mixed Essays (1879)
- The Study of Poetry (1880)
- Irish Essays, and Others (1882)
- Friendship's Garland Being the Conversations, Letters and Opinions of the Late Arminius, Baron von Thunder-ten-Tronckh (1883)
- On the Study of Celtic Literature (1883)
- St. Paul and Protestantism; with an Introduction on Puritanism and the Church of England (1883)
- Culture and Anarchy (1883)
- Discourses in America (1885)
- Charles Augustin Sainte-Beuve. Dans l'Encyclopedia Britannica, neuvième édition, IX: S. 162-165 (1886)
- Education Department (1886) Special Report on Certain Points Connected with Elementary Education in Germany, Switzerland, and France
- General Grant. An Estimate (1887)
- Schools. In The Reign of Queen Victoria (édité par T. H. Ward, II: S. 238-279, 1887)
- Essays in Criticism. Second Series (1888)
- Civilization in the United States. First and Last Impressions of America (1888)
- Reports on Elementary Schools 1852–1882 (édité par Sir Francis Sandford, 1889)

### Œuvres disponibles sur le web
Archive de l'œuvre de Matthew Arnold en anglais

## Pour approfondir